# フーゴ・ブロッホ
フーゴ・ブロッホ(ドイツ語: Hugo Broch、1922年1月6日 - )は、ドイツ空軍の軍人。最終階級は空軍少尉。
ドイツのノルトライン＝ヴェストファーレン州出身。第二次世界大戦では総出撃回数324回、総撃墜数81機を記録したエース・パイロットであり、その戦功から騎士鉄十字章を受章した。
2016年4月8日にエーリッヒ・ルドルファー(222～224機撃墜)が死去したことを受け、2025年現在存命するエース・パイロットとしては最多撃墜者である。

## 第二次世界大戦
彼は1940年に入隊し、第3航空艦隊飛行候補大隊で基礎訓練を受け、1940年11月10日から1941年10月29日まで、彼はザクセン州のマリエンバードとカールスバート、およびオーバープファルツのビルセックにあるパイロットスクールに通い、1941年11月18日から1942年2月10日まで戦闘機で参加しました。ザクセンカメンツのパイロットスクールで、1941年11月28日にパイロット章を取得しました。1942年5月27日から11月2日までツェルプストの戦闘機パイロット学校で戦闘機パイロットとして訓練を受けました。その後第54戦闘航空団に所属し、1943年1月から東部戦線で活躍しました。着任から2か月後に最初の戦果を挙げた。1943年3月26日に青銅空軍前線飛行章を、1943年4月7日に二級鉄十字勲章を受け取りました。1943年5月から第6航空艦隊の第1航空師団に参加しました。1943年6月10日、彼は銀空軍前線飛行章を受け取った。8月11日に一級鉄十字章が授与され、黄金空軍前線飛行章を受け取った。1943年8月28日、20回目の撃墜を達成しました。10月、ドニエプル川の戦いに参加した。1943年11月6日、空中戦での特別な功績により、空軍名誉杯を受賞した。3週間後の11月26日、ドイツ十字章を授与された。
1943年12月9日から1944年2月2日まで南フランスのビアリッツに駐屯し、1944年3月4日から6月29日まで、飛行教官としてレグニツァに駐屯した。1944年の終わりまでに彼は合計71回の撃墜を記録した。1945年3月12日、79回の空中勝利を収めた後、騎士鉄十字章を授与された。彼は1945年3月に東プロイセンハイリゲンバイルに移動した。その後はソ連で捕虜となり終戦を迎えた。

## 戦後
第二次世界大戦後、彼はレバークーゼンのアグフア・ゲバルトの従業員になった。95歳でスピットファイア(Tr.9MJ627)で飛行するという長年の夢を果たした。

## 叙勲
- 鉄十字章
  - 二級鉄十字勲章1939年章
  - 一級鉄十字勲章1939年章
- パイロット章
- 空軍前線飛行章
  - 黄金空軍前線飛行章
- 空軍名誉杯 (1943年11月6日)
- ドイツ十字章
  - ドイツ十字章金章 (1943年11月26日)[1]
- 騎士鉄十字章
  - 騎士鉄十字章 (1945年3月12日)[2]